# Bormana
Bormana era una dea celtica, adorata in ambito celtico e ligure ed era l'equivalente femminile del dio Borvo (Bormanus). Bormana veniva venerata insieme al consorte Bormanus come dea dell'acqua e della guarigione.

## Centri di culto
La coppia di divinità era adorata a Die (Drôme) nel sud della Francia. La dea era anche venerata indipendentemente a Saint-Vulbas e a lei e al consorte erano associati due stabilimenti termali chiamati Bourbon-Lancy e Bourbonne-les-Bains. In Italia il culto di questa dea era popolare in ambito cisalpino, in Piemonte dove diversi fiumi e toponimi conservano il legame con questa dea: il torrente Borbera, il torrente Borbore e soprattutto il fiume Bormida il cui nome in dialetto locale è Burmia al femminile ed è legato alla località termale di Acqui Terme, già centro celto-ligure in cui si trova la fonte di acqua calda detta "La Bollente". In Lombardia, la città termale di Bormio sarebbe anch'essa legata a questa divinità.

## Etimologia
Il nome Bormana derivava dalla parola celtica che significa "bollire" (berw).